# 阿豆佐味天神社 (立川市砂川町)

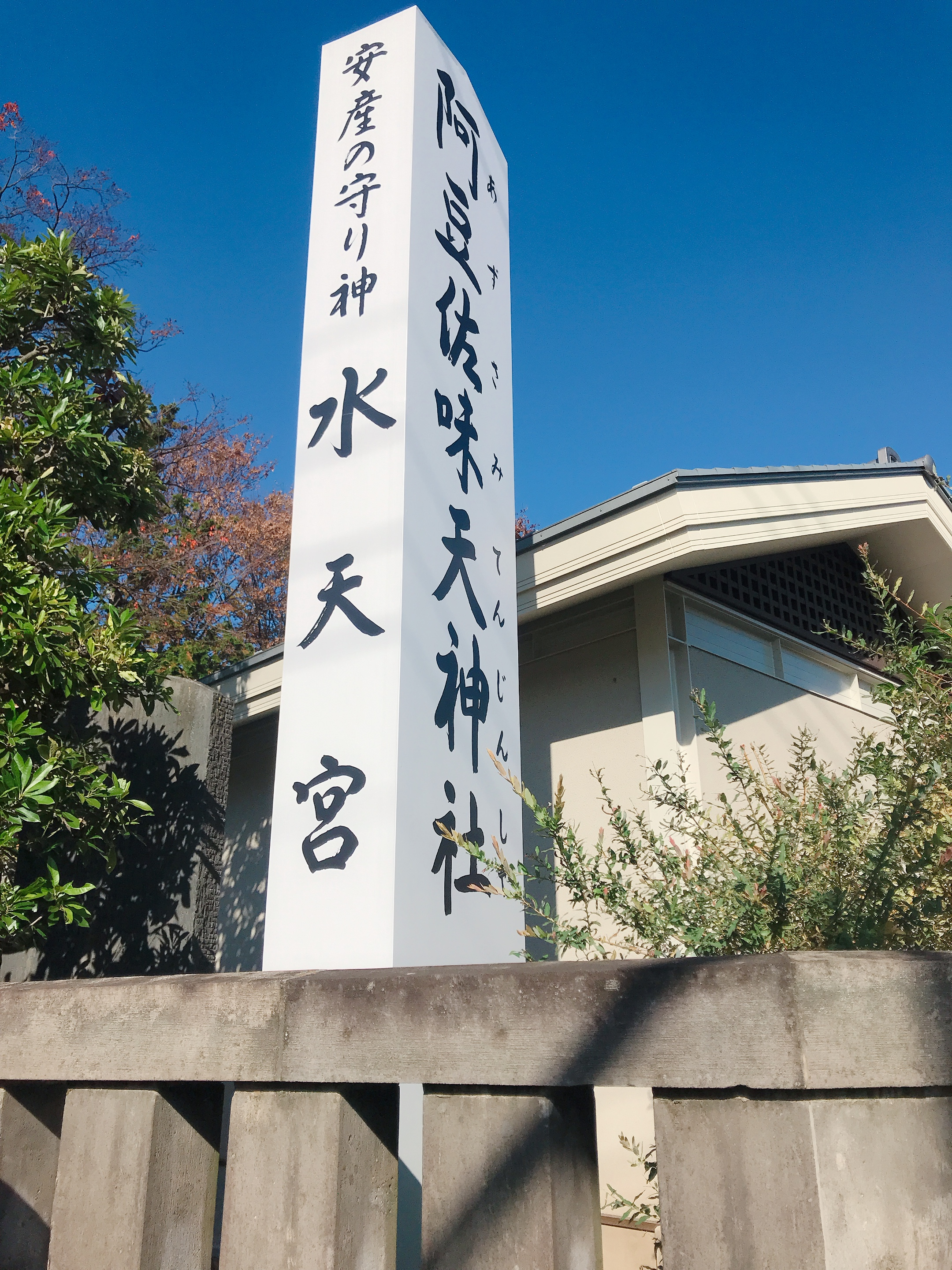
2019年（令和元年）12月1日撮影

阿豆佐味天神社（あずさみてんじんしゃ）は、東京都立川市砂川町にある神社。

## 祭神
本殿には、少彦名命（すくなひこなのみこと）、天児屋根命（あめのこやねのみこと）が祀られている。
また、境内神社には以下の祭神が祀られている。
- 水天宮社（安徳天皇・二位尼）
- 蚕影神社（金色姫命）
- 天神社（菅原道真公）
- 八雲神社（素戔嗚命）
- 稲荷社（倉稲魂命）
- 疱瘡社（菊理姫命）
- 御嶽神社（日本武尊）
- 浅間神社（木花咲耶姫命）
- 金刀比羅社（大物主命・崇徳天皇）
- 八坂神社（素戔嗚命）

## 歴史
1629年（寛永6年）、のちに砂川村となる地域の開拓に伴い、その鎮守として瑞穂町の阿豆佐味天神社を勧請して建立され、1738年（元文3年）に本殿が造営された。これは2019年現在、市内最古の木造建築物とされている。1862年（文久2年）に拝殿が建設された。
1959年（昭和34年）に殉国慰霊碑が建設された。その後、1961年（昭和36年）水天宮社を吸収合併し、境内社とした。1970年（昭和45年）には本殿が立川市有形文化財に指定されている。
1950年代の砂川闘争では、住民や学生らの米軍基地拡張反対運動の拠点として使用された。

## 境内

### 本殿
一間社流造（いっけんしゃながれづくり）、千鳥破風及軒唐破風付（ちどりはふ　および　のきからはふづき）、柿葺（こけらぶき）で、総高約6メートル、桁行約1.8メートル、梁行約2.8メートルある。通常は、覆殿によって覆われ、目にすることができない。
正確な建築年代は、明らかではないが、棟札や絵や構造の特徴から、1708年（宝永5年）建立、1741年（寛保元年）破損、江戸時代中期に修復されたものと考えられている。 2019年（令和元年）7月に、2年間をかけた大規模修復が、終了した。 2019年（令和元年）10月の、東京文化財ウィーク事業で、一般公開された。 

### 境内社
本殿・覆殿・幣殿・拝殿のほかに以下の末社がある。
- 水天宮社（砂川五番にあったが、1961年（昭和36年）、米軍立川基地の拡張に伴い合祀）
- 天神社
- 八雲神社（砂川一番にあった）
- 稲荷社[14]
- 疱瘡社[14]
- 御嶽神社
- 浅間神社（砂川三番にあった）
- 金刀比羅社（砂川三番にあった）
- 八坂神社（元々水天宮の末社だった）

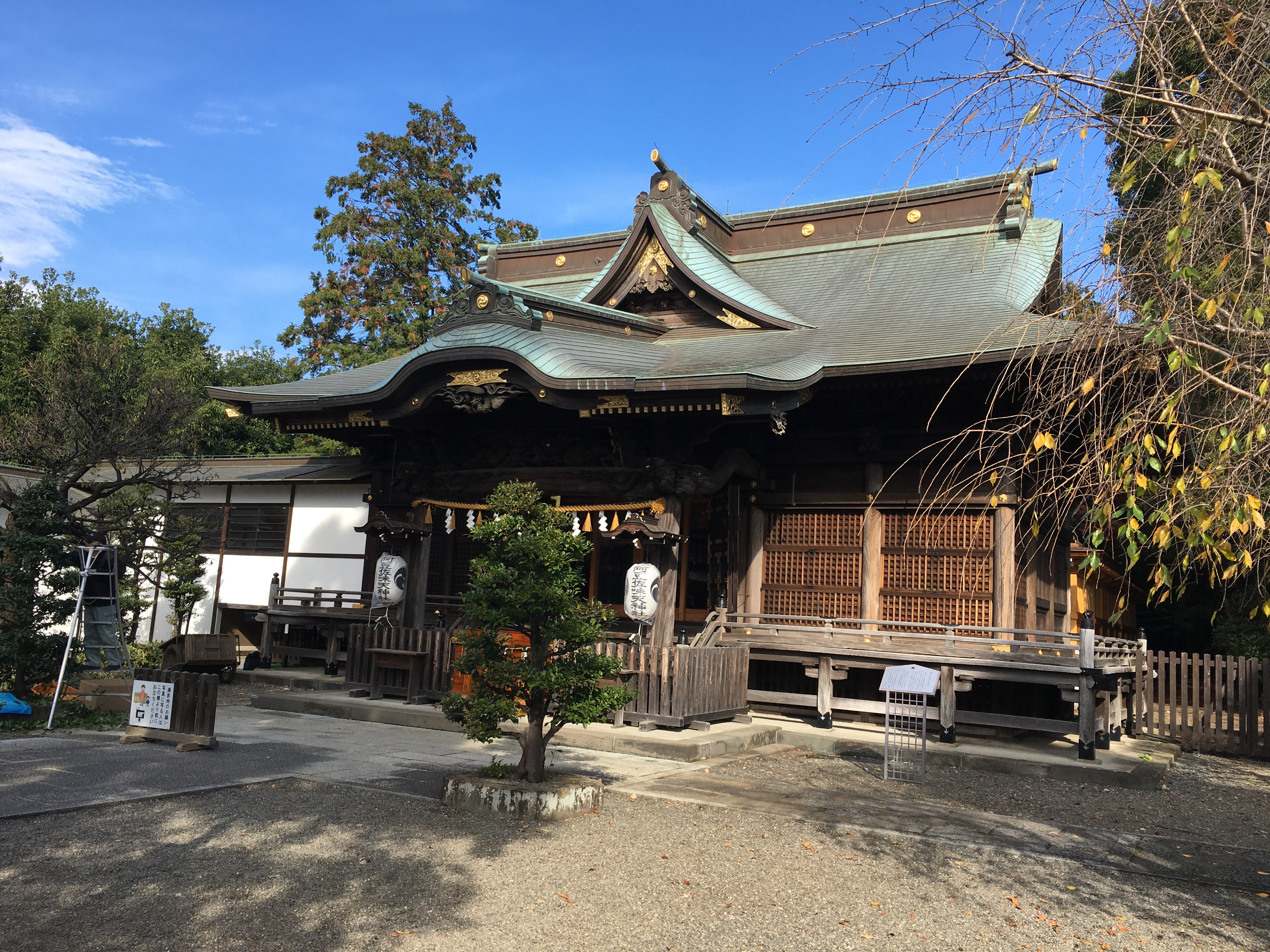
阿豆佐味天神社拝殿
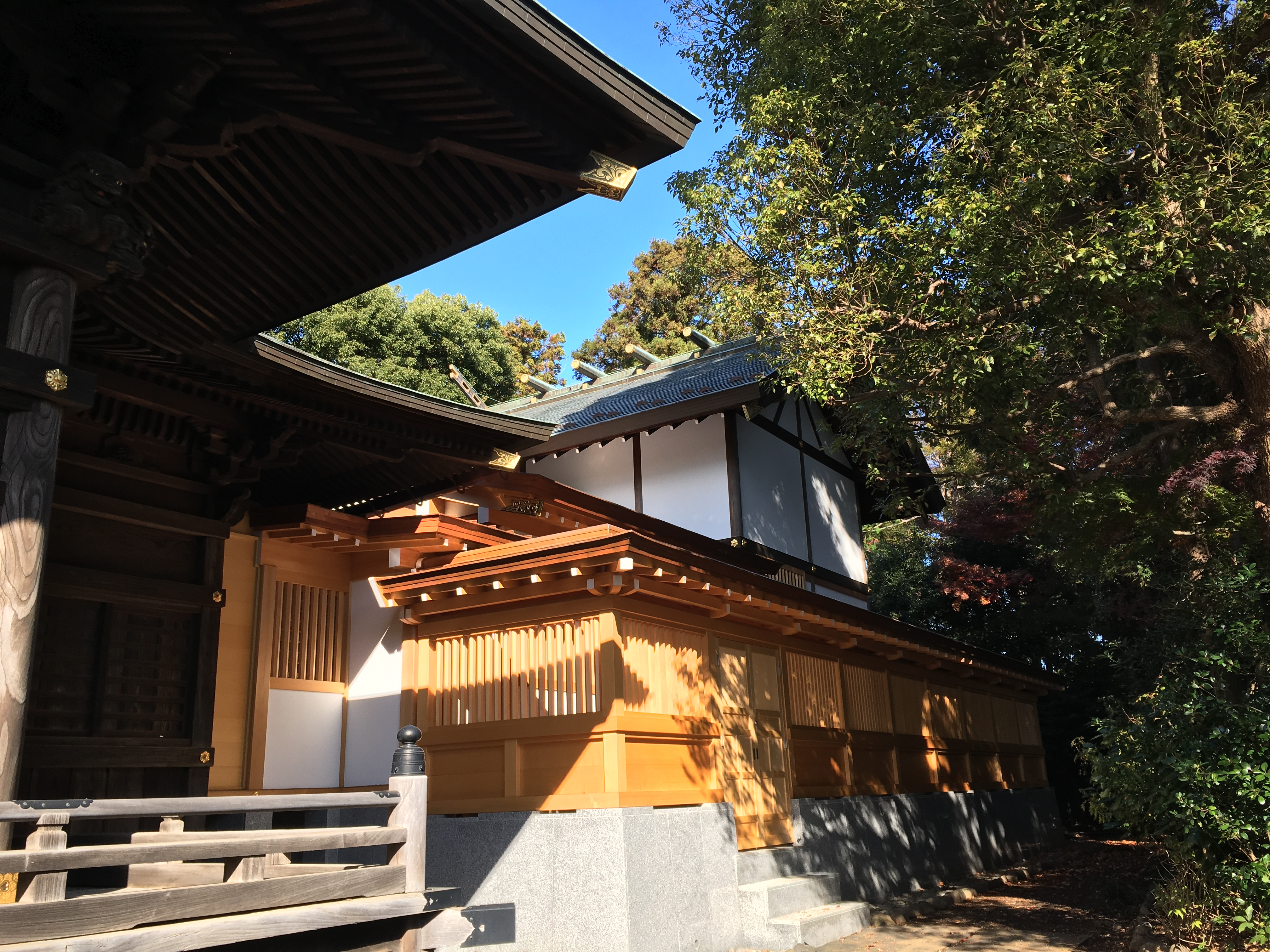
阿豆佐味天神社覆殿
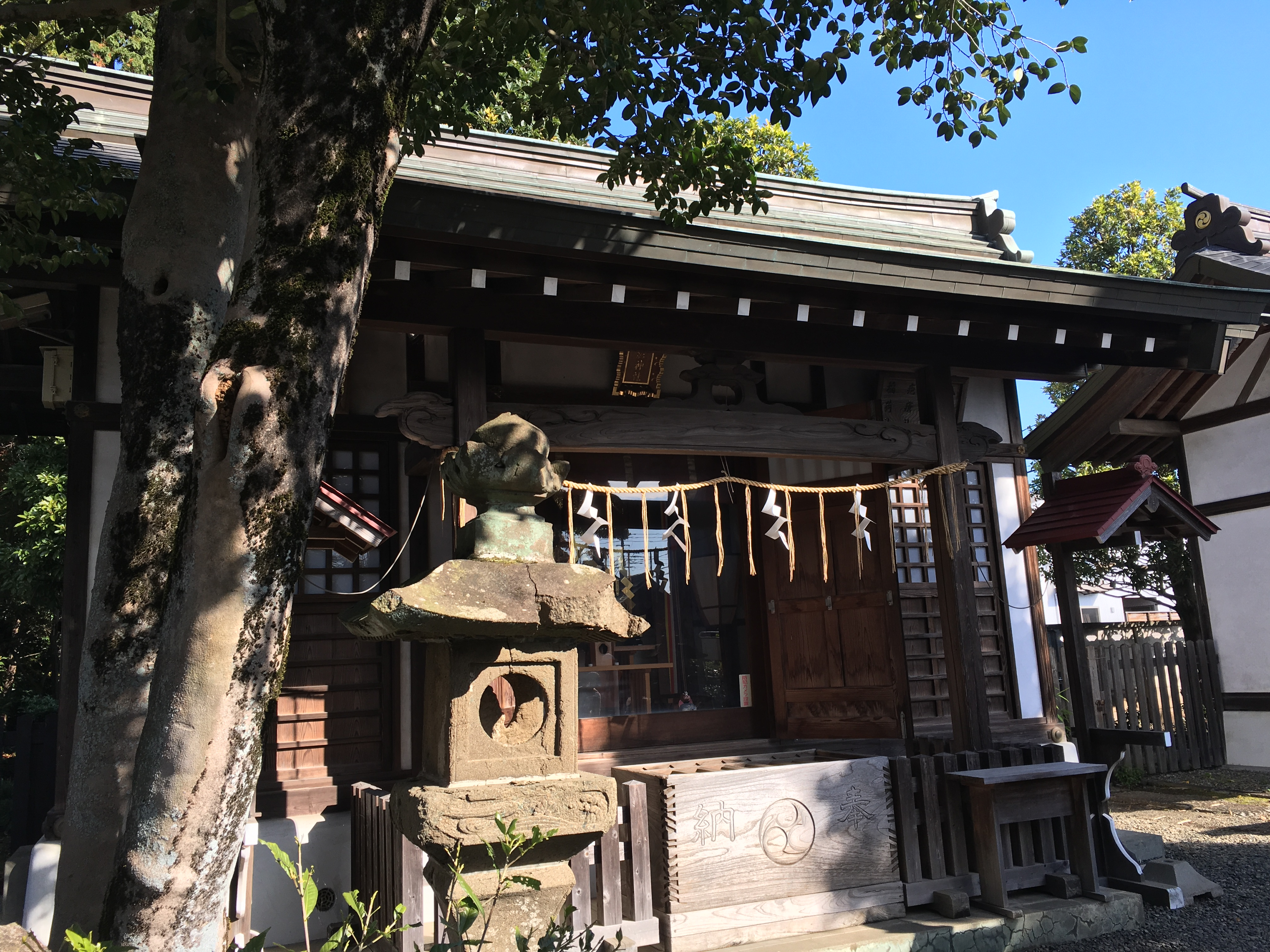
蚕影神社
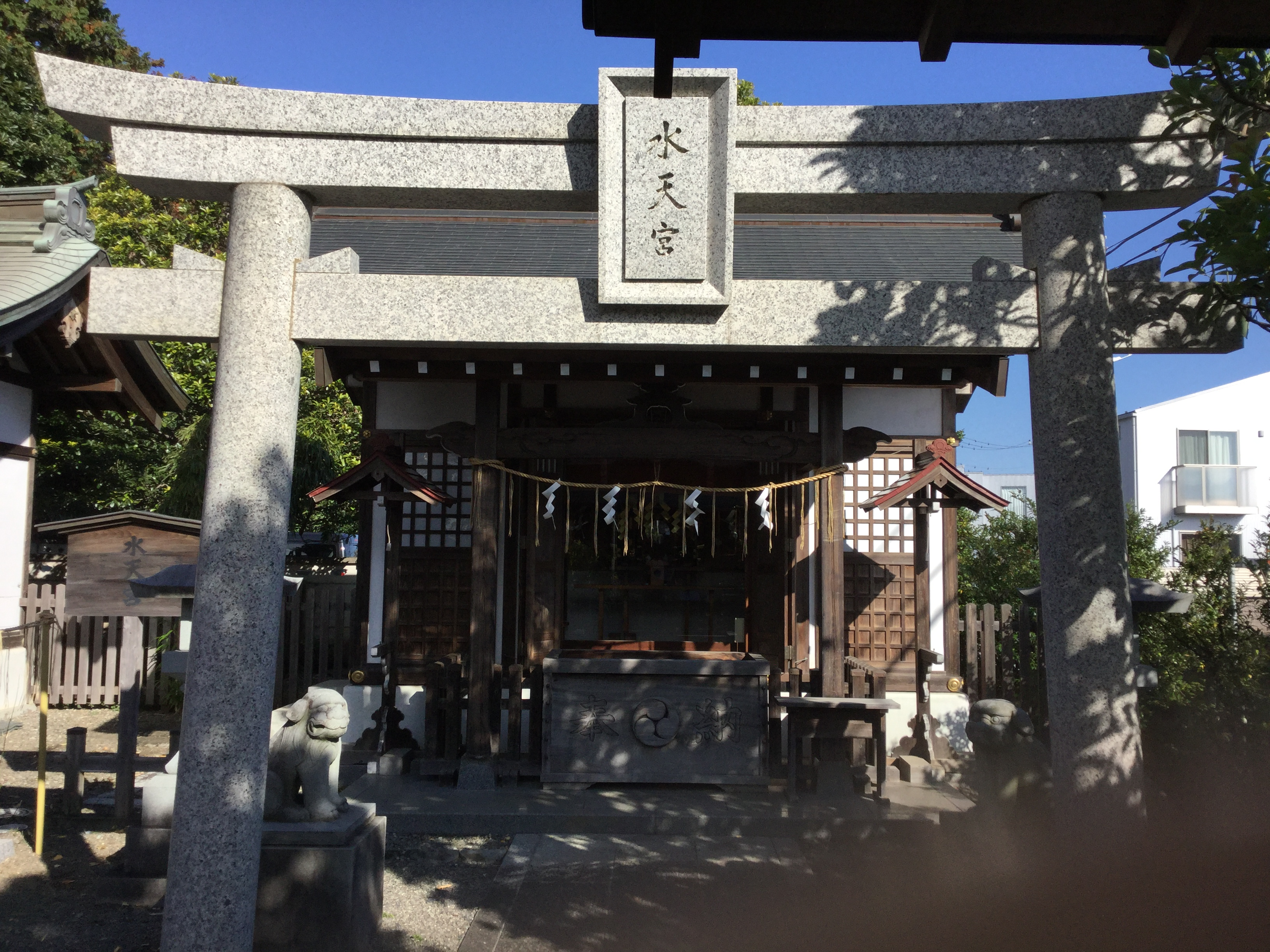
水天宮

### 蚕影神社
阿豆佐味天神社には、境内に蚕影神社の社がある。
養蚕が盛んだった時代に、蚕の天敵であるネズミを捕まえる猫を祀るために建立された神社で、狛犬の代わりに猫の石像が設置され、絵馬の絵も猫である。
この神社が広く知られるようになったのは、ジャズピアニストの山下洋輔が、飼い猫が行方不明になった時にこの神社に参拝したところ、翌日に帰ってきたという話を1987年（昭和62年）に雑誌『芸術新潮』で紹介したことによる。それ以来飼い猫の無事や健康を祈る参拝客が多く訪れ、「猫返し神社」と呼ばれるようになった。
山下は、2013年（平成25年）飛鳥新社より『猫返し神社』を出版している。
また、猫返し神社の境内には、山下が奉納したピアノ曲「越天楽」が流れている。

猫の石像
猫の石像（裏側）

## 年中行事
- 元旦祭（1月1日）

除夜の鐘と同時に火を焚き、境内にはダルマ市が出る。
- 節分祭（2月）
- 春祭り（4月15日）

現在は山車の運行は行われていない。
- 夏祭り（8月）
- 例大祭・秋祭り（9月15日）

阿豆佐味天神社に向かい、五日市街道の東西から毎年交互に山車や神輿が巡行する。
また、境内では神楽や舞踊といった奉納演芸が行われる。
- 七五三（11月15日）
- カマジメ切り（12月）

## 文化財
阿豆佐味天神社本殿附棟札市指定有形文化財、昭和45年11月26日指定
蚕影神社市指定史跡、昭和39年8月25日指定

## 交通アクセス
- JR中央線立川駅から立川バスにて、「三ツ藤」行、または「箱根ヶ崎」行きに乗り、「砂川四番」下車徒歩1分[2][22]。
- 西武拝島線武蔵砂川駅下車15分[2]。